# Montalvão
Montalvão é uma povoação portuguesa sede da Freguesia de Montalvão do Município de Nisa, freguesia com 123,87 km² de área e 290 habitantes (censo de 2021), tendo, por isso, uma densidade populacional de 2,3 hab./km².
Foi vila e sede de concelho, constituído apenas por uma freguesia, entre 1512 e 1834. Tinha, em 1801, 1327 habitantes.

## Toponímia
O nome "Montalvão" foi mencionado por Miguel de Cervantes na obra clássica do Cavalheirismo Dom Quixote, na figura do cavaleiro Reinaldo de Montalvão, inspirado no personagem do poema épico medieval Os Doze Pares da França.
Em português clássico, "Montalvão" advém da união das palavras "Monte alvão" e significa "Monte muito alvo" ou "Monte brancão" ou simplesmente "Monte branco", expressão muito comum na Europa em vários idiomas de língua românica para designar um local próximo de uma montanha coberta de neve como Montblanc, "Montalbano", "Montebianco" etc.

## História
Segundo o IGESPAR, 
"Montalvão foi uma importante povoação do Alto Alentejo nos primeiros tempos da monarquia portuguesa. A necessidade de protecção deste sector da fronteira, aliada à pouco efectiva presença populacional, determinou que a localidade se instituísse como sede de um território vital para a sobrevivência da ordem cristã na região. Não admira, por isso, que tenha sido Comenda da Ordem de Cristo, instituição que terá estado na origem do castelo que genericamente chegou até nós. A sua construção tem sido apontada no reinado de D. Dinis, mas o monumento carece ainda de um estudo arqueológico mais vasto que permita extrair conclusões acerca das fases de ocupação por que passou.
A fortaleza baixo-medieval não terá sido uma obra de grande envergadura, na medida em que, nos inícios do século XVI, Duarte d'Armas desenhou-a como tendo apenas uma muralha, sem qualquer torre anexa, fazendo-se o acesso ao espaço intra-muros por porta única. Essa entrada foi reconstruída um século depois, por certamente apresentar grande ruína, adquirindo então a feição classicizante, de lintel recto entre pilastras que suportam uma arquitrave, que ainda hoje ostenta, e que contrasta com o aparelho miúdo e irregular com que a cerca que define o castelo foi executada".

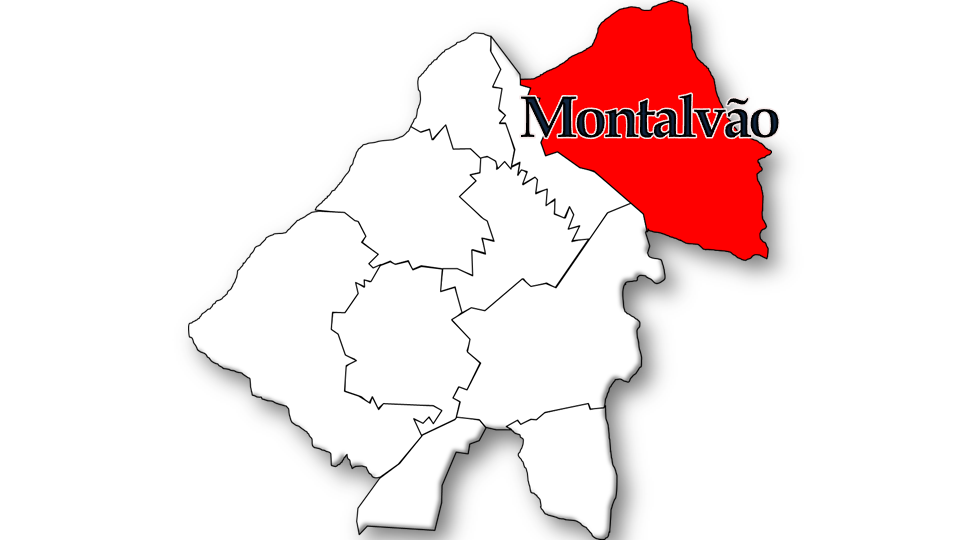
Localização no Município de Nisa

## Demografia
A população registada nos censos foi:
| Distribuição da População por Grupos Etários | Distribuição da População por Grupos Etários | Distribuição da População por Grupos Etários | Distribuição da População por Grupos Etários | Distribuição da População por Grupos Etários |
| -------------------------------------------- | -------------------------------------------- | -------------------------------------------- | -------------------------------------------- | -------------------------------------------- |
| Ano                                          | 0-14 Anos                                    | 15-24 Anos                                   | 25-64 Anos                                   | > 65 Anos                                    |
| 2001                                         | 28                                           | 21                                           | 196                                          | 352                                          |
| 2011                                         | 18                                           | 13                                           | 136                                          | 275                                          |
| 2021                                         | 8                                            | 14                                           | 95                                           | 173                                          |

## Património
- Igreja de Montalvão
- Castelo de Montalvão

## Personalidades ilustres
- Marquês de Montalvão